# George Downing (2e baronnet)
George Downing, 2e baronnet (c. 1656 - juin 1711) est un fonctionnaire britannique. 

## Biographie
Il est le fils et l'héritier de George Downing, 1er baronnet, qui donne son nom à Downing Street.
Son père exerce les fonctions de caissier de l’Échiquier de 1660 à 1684 et est fait baronnet de East Hatley en 1663. En 1680, le jeune George Downing rejoint son père en qualité de caissier de l’Échiquier, jusqu’en avril 1689. Son père meurt en juillet 1684 et le jeune Downing hérite du titre de Baronnet son père.
Le 12 juillet 1683, il épouse Catharine Cecil, fille de James Cecil (3e comte de Salisbury), et son épouse Margaret Manners, fille du comte de Rutland. Ils ont un fils avant la mort de Catharine en 1688, George Downing (3e baronnet), qui hérite du titre de son père en juin 1711. George épouse Mary Forester, fille de William Forester de Dothill, dans le Shropshire, chez qui il est élevé après le décès de sa mère.